# Green Park
Green Park (numit oficial The Green Park, Parcul verde) este unul dintre Parcurile Regale din Londra. Acoperind 19 hectare, parcul se întinde între Hyde Park și Parcul St. James din Londra. Împreună cu Grădinile Kensington și grădinile din jurul palatului Buckingham, aceste parcuri formează un sector aproape neîntrerupt de teren deschis începând cu Whitehall și stația Victoria până la Kensington și Notting Hill.